# Wabasca
Lo Wabasca è un fiume del Canada, che scorre in Alberta  ed ha una lunghezza di circa 480 chilometri.
È un affluente del Peace.